# Miljöstyrningsrådet
Miljöstyrningsrådet var ett statligt bolag som fanns mellan 1995 - 2014. Bolaget ägdes gemensamt av svenska staten och näringslivet genom Miljödepartementet, Svenskt Näringsliv och Sveriges kommuner och landsting.
Miljöstyrningsrådets uppdrag var att utveckla och administrera verktyg för en hållbar utveckling och att stödja näringsliv och offentlig förvaltning att vidareutveckla miljöarbete på ett systematiskt och kostnadseffektivt sätt.
Miljöstyrningsrådet administrerade tre frivilliga system – EMAS, EPD och Miljöstyrningsrådets Upphandlingskriterier. 2014 avvecklades bolaget och verksamheten delas upp till olika organisationer. EMAS flyttade till naturvårdsverket, EPD till Svenska Miljöinstitutet (IVL) och stödverksamheten avseende hållbar offentlig upphandling till Konkurrensverket. Upphandlingsstödet återfinns sedan 1 september 2015 hos Upphandlingsmyndigheten.  